# José Ortigoza
José Ortigoza (Asunción, Paraguai, 1 d'abril de 1987) és un futbolista paraguaià que disputà cinc partits amb la selecció del Paraguai.

## Estadístiques
Fou cinc cops internacional amb la selecció del Paraguai. Pel que fa a clubs, començà al club Sol de América. El 2009 fitxà per la SE Palmeiras. El gener de 2010 fitxà pel club de la K-League Ulsan Hyundai FC. Un any més tard fou cedit al Cruzeiro EC brasiler. El 2012 fitxà pel Shandong Luneng xinès. També jugà al club japonès Ventforet Kofu el 2013.
| Selecció del Paraguai | Selecció del Paraguai | Selecció del Paraguai |
| Anys                  | Partits               | Gols                  |
| --------------------- | --------------------- | --------------------- |
| 2010                  | 3                     | 2                     |
| 2011                  | 0                     | 0                     |
| 2012                  | 2                     | 1                     |
| Total                 | 5                     | 3                     |